# گرند ولی (بلک فیلد)
گرند ولی (بلک فیلد) (به انگلیسی: Grand Valley (Black Field) Aerodrome) یک فرودگاه همگانی است که یک باند فرود چمن دارد و طول باند آن ۷۰۱ متر است. این فرودگاه در کشور کانادا قرار دارد و در ارتفاع ۴۸۲ متری از سطح دریا واقع شده‌است.